# Hercules (chimie)
Pour les articles homonymes, voir Hercules.

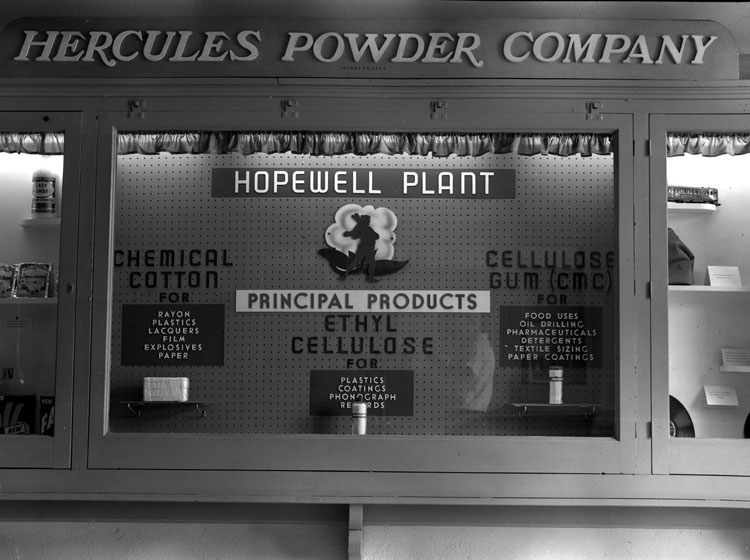
Présentation de produits fabriqués par la compagnie, dans les années 1950.

Hercules Inc. (Hercules Powder Company à l'origine) était une société américaine spécialisée dans la chimie et la fabrication de moteurs de fusées et de missiles basée à Wilmington dans le Delaware aux États-Unis. Fondée en 1912, elle est rachetée en 2008 par Ashland.
Son usine à Magna (Utah) est pionnière dans la propulsion par carburant solide.
Hercules Inc. a été une des productrices de l'agent orange.
La société a été classée 787e dans le classement 2006 du magazine Fortune, avec un chiffre d'affaires de 2 068,8 millions de US$.